# کتابخانه ملی مالت
کتابخانه ملی مالت (انگلیسی: National Library of Malta) در شهر والتا واقع شده‌است.